# 2703 Rodari
A 2703 Rodari (ideiglenes jelöléssel 1979 FT2) a Naprendszer kisbolygóövében található aszteroida. Nyikolaj Sztyepanovics Csernih fedezte fel 1979. március 29-én.